# Bendir

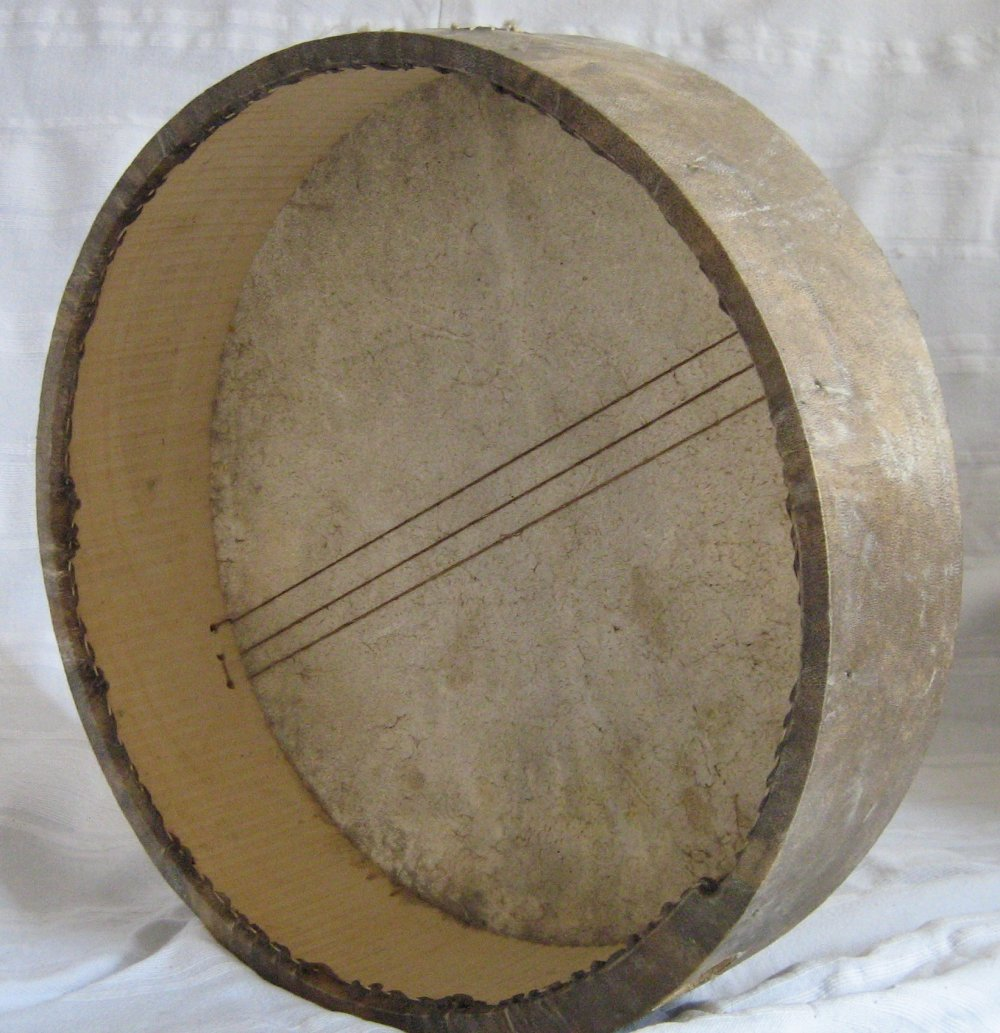
Marokkanischer Bendir mit Schnarrsaiten

Bendir (arabisch بندير, DMG bandīr, Pl. banadir, bnader) ist eine in Nordafrika, besonders im Maghreb verbreitete Rahmentrommel, die einem europäischen Tamburin ähnlich ist. Das Instrument besteht aus einem einseitig mit Ziegen- oder Schafhaut bespannten kreisrunden Holzrahmen. Die meisten bendir im Maghreb werden durch Schnarrsaiten aus Darm an der Unterseite im Klang verändert.
Der bei einfachen Instrumenten aus einer Holzlamelle gebogene Rahmen besitzt einen Durchmesser von 20 bis 60 Zentimetern; dieselbe Form wird auch für Siebe verwendet. Im Unterschied zu den arabischen Rahmentrommeln riq und tar gibt es keinen Schellenkranz. Der bendir wird im Sitzen oder Stehen senkrecht oder leicht nach vorn geneigt gespielt. Ein Daumen wird durch ein Loch im Rahmen gesteckt, mit den übrigen Fingern dieser Hand kann die Trommel am Rand geschlagen oder das Fell gedämpft werden. Die Finger der anderen Hand produzieren hohe Töne am Rand und tiefere, dumpfer klingende in der Mitte.
Neben der Bechertrommel darbuka und der Tonzylindertrommel guellal sorgt der bendir für den Rhythmus im populären algerischen Musikstil Raï. Das Instrument kommt in der arabischen städtischen Musik genauso zum Einsatz wie bei Hochzeitsfeiern von Berbern im Hohen Atlas. Bei öffentlich auftretenden Musikgruppen wird er von Männern gespielt, zur Gesangs- und Tanzbegleitung auf Familienfeiern auch von Frauen, hier oft zusammen mit dem Oboen-Instrument ghaita, der Holzflöte gasba und Metallklappern (qarqaba). Sängerinnen wiederholen kurze melodische Phrasen, während sie einen einfachen Rhythmus unisono mit Rahmentrommeln und Klappern spielen.
Bendir oder kleine Tontrommeln (tarija) begleiten im Maghreb die religiösen Gesänge und Rituale (Hadhra) einiger Sufi-Bruderschaften (Tariqas). Wo nordafrikanische Rahmentrommeln südlich der Sahara verwendet werden, bleiben sie Teil der islamischen Musikkultur. Auch die dortige Verwendung von Schnarrsaiten an anderen Trommeln hat ihren Ursprung vermutlich im Norden.